# Garghabazar (Fizouli)
Garghabazar est un village de la région de Fizouli en Azerbaïdjan.

## Histoire
En 1993-2020, Garghabazar était sous le contrôle des forces armées arméniennes. En 2020, la région de Fizouli, y compris le village de Garghabazar a été rétrocédée à l'Azerbaïdjan.
Le 8 novembre 2023, Ilham Aliyev a posé les fondations du village de Garghabazar dans la région de Fizouli.

## Économie
La principale occupation de la population est l'élevage et l'agriculture.